# Atypoides gertschi
Espèce
Synonymes
- Antrodiaetus gertschi (Coyle, 1968)

Atypoides gertschi est une espèce d'araignées mygalomorphes de la famille des Antrodiaetidae.

## Distribution
Cette espèce est endémique des États-Unis. Elle se rencontre dans le Nord de la Californie et dans le Sud de l'Oregon.

## Étymologie
Cette espèce est nommée en l'honneur de Willis John Gertsch.

## Publication originale
- Coyle, 1968 : The mygalomorph spider genus Atypoides (Araneae: Antrodiaetidae). Psyche, vol. 75, p. 157-194 (texte intégral).